# Rivarennes
|  | Per a altres significats, vegeu «Rivarennes (Indre i Loira)». |

Rivarennes és un municipi francès al departament de l'Indre (regió del Centre-Vall del Loira). L'any 2007 tenia 561 habitants.

## Demografia

### Població
El 2007 la població de fet de Rivarennes era de 561 persones. Hi havia 224 famílies, de les quals 62 eren unipersonals (21 homes vivint sols i 41 dones vivint soles), 66 parelles sense fills, 79 parelles amb fills i 17 famílies monoparentals amb fills.
La població ha evolucionat segons el següent gràfic:

### Habitatges
El 2007 hi havia 308 habitatges, 235 eren l'habitatge principal de la família, 42 eren segones residències i 31 estaven desocupats. 292 eren cases i 9 eren apartaments. Dels 235 habitatges principals, 179 estaven ocupats pels seus propietaris, 45 estaven llogats i ocupats pels llogaters i 10 estaven cedits a títol gratuït; 1 tenia una cambra, 11 en tenien dues, 48 en tenien tres, 66 en tenien quatre i 109 en tenien cinc o més. 207 habitatges disposaven pel capbaix d'una plaça de pàrquing. A 95 habitatges hi havia un automòbil i a 110 n'hi havia dos o més.

### Piràmide de població
La piràmide de població per edats i sexe el 2009 era:
| Homes | Edats   | Dones |
| ----- | ------- | ----- |
| 0     | 95 o +  | 0     |
| 4     | 90 a 94 | 4     |
| 4     | 85 a 89 | 8     |
| 4     | 80 a 84 | 8     |
| 16    | 75 a 79 | 12    |
| 16    | 70 a 74 | 12    |
| 20    | 65 a 69 | 24    |
| 24    | 60 a 64 | 16    |
| 16    | 55 a 59 | 12    |
| 16    | 50 a 54 | 16    |
| 24    | 45 a 49 | 12    |
| 24    | 40 a 44 | 16    |
| 24    | 35 a 39 | 24    |
| 16    | 30 a 34 | 12    |
| 8     | 25 a 29 | 20    |
| 0     | 20 a 24 | 0     |
| 12    | 15 a 19 | 20    |
| 8     | 10 a 14 | 16    |
| 20    | 5 a 9   | 16    |
| 8     | 0 a 4   | 24    |

## Economia
El 2007 la població en edat de treballar era de 334 persones, 239 eren actives i 95 eren inactives. De les 239 persones actives 215 estaven ocupades (127 homes i 88 dones) i 25 estaven aturades (9 homes i 16 dones). De les 95 persones inactives 25 estaven jubilades, 34 estaven estudiant i 36 estaven classificades com a «altres inactius».

### Ingressos
El 2009 a Rivarennes hi havia 251 unitats fiscals que integraven 578 persones, la mediana anual d'ingressos fiscals per persona era de 15.360,5 €.

### Activitats econòmiques
Dels 24 establiments que hi havia el 2007, 1 era d'una empresa alimentària, 2 d'empreses de fabricació d'altres productes industrials, 4 d'empreses de construcció, 7 d'empreses de comerç i reparació d'automòbils, 2 d'empreses de transport, 2 d'empreses d'hostatgeria i restauració, 1 d'una empresa immobiliària, 2 d'empreses de serveis i 3 d'empreses classificades com a «altres activitats de serveis».
Dels 7 establiments de servei als particulars que hi havia el 2009, 1 era una funerària, 2 tallers de reparació d'automòbils i de material agrícola, 1 fusteria, 2 lampisteries i 1 electricista.
L'únic establiment comercial que hi havia el 2009 era una fleca.
L'any 2000 a Rivarennes hi havia 19 explotacions agrícoles que ocupaven un total de 2.418 hectàrees.

## Equipaments sanitaris i escolars
El 2009 hi havia una escola elemental integrada dins d'un grup escolar amb les comunes properes formant una escola dispersa.

## Poblacions properes
El següent diagrama mostra les poblacions més properes.